# Musikjahr 1972
Liste der Musikjahre

◄◄ | ◄ | 1968 | 1969 | 1970 | 1971 | Musikjahr 1972 | 1973 | 1974 | 1975 | 1976 | ► | ►►

Weitere Ereignisse · Country-Musik
Dieser Artikel behandelt das Musikjahr 1972.

## Ereignisse

### Populäre Musik und Jazz
- 09. Februar: Paul und Linda McCartney haben ihren ersten Auftritt mit ihrer Band Wings an der University of Nottingham.
- 00. Februar: Der Österreicher Wolfgang Ambros bringt sein erstes Studioalbum Alles andere zählt net mehr... auf den Markt.
- 25. März: Vicky Leandros gewinnt in Edinburgh mit dem Lied Après toi für Luxemburg die 17. Auflage des Eurovision Song Contest.
- 25. März: Die britische Rockband Deep Purple bringen das sechste Studioalbum Machine Head und im Dezember das Doppel-Livealbum Made in Japan heraus.
- 10. Mai: Im Hof des Moerser Schlosses findet zum ersten Mal das Moers Festival statt.
- 22. Mai: The Rolling Stones bringen ihr zehntes Studioalbum Exile on Main St auf den Markt
- 14. Juni: Simon and Garfunkel’s Greatest Hits erscheint als Best-of-Album des US-amerikanischen Folk-Rock-Duos Simon & Garfunkel.
- 16. Juni: David Bowie veröffentlicht das Konzeptalbum The Rise and Fall of Ziggy Stardust and the Spiders from Mars in Großbritannien.
- 17. Juni: Die US-amerikanischen Country-Rock-Band Eagles bringen ihr Debütalbum Eagles heraus.
- 00. Juni: Das Kompilationsalbum Living in the Past der britische Progressive-Rock-Band Jethro Tull erscheint.
- 30. Juli: Die britische Progressive-Rock-Band Yes startet in Dallas ihre Close to the Edge Tour.
- 17.–20. August: In München findet während der Olympiade ein mehrtägiges Jazzfestival statt, dabei unter dem Motto Solo Now erstmals fünf unbegleitete Soloauftritte von Chick Corea, John McLaughlin, Gary Burton, Jean-Luc Ponty und Albert Mangelsdorff.
- 20. August: In Los Angeles findet das Musikfestival Wattstax statt.
- 00. November: Das Livealbum Europe ’72 der US-amerikanischen Rockband Grateful Dead erscheint, bestehend aus drei LPs.
- 24. November: Die Freiberger Jazztage werden erstmals veranstaltet.
- In Ost-Berlin wird die ostdeutsche Rockgruppe City gegründet.
- Die amerikanische Rockband Creedence Clearwater Revival trennt sich nach nur fünf Jahren.
- Die US-amerikanische Hard-Rock-Band Van Halen wird gegründet.

### Klassische Musik und Musiktheater
- 08. Februar: Uraufführung des 2. Klavierkonzerts von Tichon Nikolajewitsch Chrennikow durch den Komponisten im großen Saal des Moskauer Konservatoriums.
- 15. April: Das Che Guevara gewidmete Oratorium Das Floß der Medusa von Hans Werner Henze wird in Nürnberg szenisch uraufgeführt, nachdem die Uraufführung vier Jahre zuvor in Hamburg geplatzt ist.
- 16. April: Die komische Kriminaloper Noch einen Löffel Gift, Liebling von Siegfried Matthus mit dem Text von Peter Hacks nach der Komödie Risky Marriage von Saul O’Hara hat ihre Uraufführung an der Komischen Oper Berlin.
- 18. Mai: Die Monooper in zwei Teilen Das Tagebuch der Anne Frank von Grigori Frid (Musik und Libretto) nach dem Tagebuch der Anne Frank wird in Moskau im Haus des Komponisten uraufgeführt.
- 23. Oktober: Die Uraufführung der Oper Elisabeth Tudor von Wolfgang Fortner findet in Berlin statt.

### Film und Fernsehen
- 15. März: Francis Ford Coppolas Spielfilm The Godfather nach dem gleichnamigen Roman von Mario Puzo mit Marlon Brando in der Hauptrolle und Al Pacino, James Caan, Robert Duvall und Diane Keaton in weiteren Rollen hat in den USA seine Uraufführung. Die Filmmusik von Nino Rota erhält zahlreiche Nominierungen und Auszeichnungen.
- 14. Oktober: Bernardo Bertoluccis Spielfilm Der letzte Tango in Paris macht den Saxophonisten Gato Barbieri, der die Filmmusik schrieb und einspielte, einem breiten Publikum bekannt.
- 13. Dezember: Radio Bremen zeigt im Deutschen Fernsehen die erste Folge der für jüngeres Publikum gedachten Musikshow Musikladen.
- Wozzeck – Verfilmung der gleichnamigen Oper von Alban Berg in einer Inszenierung der Staatsoper Hamburg von 1970

## Musikcharts

### Deutschland
| Singles                                               | Position | Alben                                               |
| ----------------------------------------------------- | -------- | --------------------------------------------------- |
|                                                       |          |                                                     |
| Komm gib mir deine Hand Tony Marshall                 | 1        | Polka-Party James Last                              |
| One Way Wind The Cats                                 | 2        | Schöne Maid Tony Marshall                           |
| Sacramento Middle of the Road                         | 3        | Wim Thoelke präsentiert 3 × 9 Verschiedene Künstler |
| Schöne Maid Tony Marshall                             | 4        | Non Stop Dancing 1972 James Last                    |
| Michaela Bata Illic                                   | 5        | Machine Head Deep Purple                            |
| Es fährt ein Zug nach Nirgendwo Christian Anders      | 6        | Fireball Deep Purple                                |
| Hello-A Mouth & MacNeal                               | 7        | Live Reinhard Mey                                   |
| Let’s Dance The Cats                                  | 8        | Ich bin aus jenem Holze Reinhard Mey                |
| Samson and Delilah Middle of the Road                 | 9        | Old Man Moses The Les Humphries Singers             |
| Eine neue Liebe ist wie ein neues Leben Jürgen Marcus | 10       | Harvest Neil Young                                  |

Die längsten Nummer-eins-Singles
Lieder, die die meiste Zeit während eines anderen Jahres auf Platz 1 der Charts verbrachten, werden hier nicht aufgeführt.
1. Windows – How Do You Do?; Mouth & MacNeal – Hello-A; The Sweet – Wig-Wam Bam (jeweils 8 Wochen)
2. Daniel Boone – Beautiful Sunday (5 Wochen)
3. Daisy Door – Du lebst in deiner Welt (Highlights of My Dreams) (4 Wochen)

Die längsten Nummer-eins-Alben
Alben, die die meiste Zeit während eines anderen Jahres auf Platz 1 der Charts verbrachten, werden hier nicht aufgeführt.
1. James Last – Non Stop Dancing 72; James Last – Non Stop Dancing 72/2 (jeweils 3 Monate)
2. Kompilation – Stars für uns – Hilfe für alle; Deep Purple – Machine Head (2 Monate)
3. Kurt Edelhagen – Olympia Parade (1½ Monate)

Alle Nummer-eins-Hits und die Hits des Jahres

### Österreich
| Position | Singles                           |
| -------- | --------------------------------- |
|          |                                   |
| 1        | Mexico Les Humphries Singers      |
| 2        | Popcorn Hot Butter                |
| 3        | Children of the Revolution T. Rex |
| 4        | Hello-A Mouth & MacNeal           |
| 5        | Mama Weer All Crazy Now Slade     |
| 6        | Elected Alice Cooper              |
| 7        | Sacramento Middle of the Road     |
| 8        | Beautiful Sunday Daniel Boone     |
| 9        | Metal Guru T. Rex                 |
| 10       | How Do You Do? Mouth & MacNeal    |

Die längsten Nummer-eins-Singles
Lieder, die die meiste Zeit während eines anderen Jahres auf Platz 1 der Charts verbrachten, werden hier nicht aufgeführt.
1. Pop Tops – Mamy Blue (5 Wochen)

Zu Beginn des Jahres verzeichnet das Portal Austriancharts eine Nummer-eins-Single. Für den Rest des Jahres wurden keine Charts ermittelt.
Alle Nummer-eins-Hits und die Hits des Jahres

### Schweiz
| Position | Singles                                        |
| -------- | ---------------------------------------------- |
|          |                                                |
| 1        | Popcorn Hot Butter                             |
| 2        | Sacramento Middle of the Road                  |
| 3        | One Way Wind The Cats                          |
| 4        | Après toi Vicky Leandros                       |
| 5        | How Do You Do Mouth & MacNeal                  |
| 6        | Hello-a Mouth & MacNeal                        |
| 7        | Song Sung Blue Neil Diamond                    |
| 8        | Silver Machine Hawkwind                        |
| 9        | I Will Return Springwater                      |
| 10       | Am Tag, als Conny Kramer starb Juliane Werding |

Die längsten Nummer-eins-Singles
Lieder, die die meiste Zeit während eines anderen Jahres auf Platz 1 der Charts verbrachten, werden hier nicht aufgeführt.
1. Hot Butter – Popcorn (Instrumentalstück) (10 Wochen)
2. Vicky Leandros – Après toi (7 Wochen)
3. Middle of the Road – Sacramento; The Les Humphries Singers – Mexico (jeweils 6 Wochen)

Alle Nummer-eins-Hits und die Hits des Jahres

### Vereinigtes Königreich
| Singles                                                                               | Position | Alben                                                    |
| ------------------------------------------------------------------------------------- | -------- | -------------------------------------------------------- |
|                                                                                       |          |                                                          |
| Amazing Grace The Pipes and Drums and Military Band of the Royal Scots Dragoon Guards | 1        | 20 Dynamic Hits (Verschiedene Interpreten)               |
| Mouldy Old Dough Lieutenant Pigeon                                                    | 2        | 20 All Time Hits of the 50’s (Verschiedene Interpreten)  |
| Puppy Love Donny Osmond                                                               | 3        | Simon and Garfunkel’s Greatest Hits Simon & Garfunkel    |
| Without You Nilsson                                                                   | 4        | Never a Dull Moment Rod Stewart                          |
| I’d Like to Teach the World to Sing (In Perfect Harmony) The New Seekers              | 5        | 20 Fantastic Hits (Verschiedene Interpreten)             |
| Son of My Father Chicory Tip                                                          | 6        | Bridge over Troubled Water Simon & Garfunkel             |
| Rock and Roll (Parts 1 & 2) Gary Glitter                                              | 7        | Slade Alive Slade                                        |
| Metal Guru T. Rex                                                                     | 8        | Fog on the Tyne Lindisfarne                              |
| Mother of Mine Neil Reid                                                              | 9        | 25 Rockin’ and Rollin’ Greats (Verschiedene Interpreten) |
| American Pie Don McLean                                                               | 10       | American Pie Don McLean                                  |

Die längsten Nummer-eins-Singles
Lieder, die die meiste Zeit während eines anderen Jahres auf Platz 1 der Charts verbrachten, werden hier nicht aufgeführt.
1. Nilsson – Without You; Royal Scots Dragoon Guards – Amazing Grace; Donny Osmond – Puppy Love (jeweils 5 Wochen)
2. The New Seekers – I’d Like to Teach the World to Sing (In Perfect Harmony); T. Rex – Metal Guru; Lieutenant Pigeon – Mouldy Old Dough; Chuck Berry – My Ding-a-Ling (jeweils 4 Wochen)
3. Chicory Tip – Son of My Father; Alice Cooper – School’s Out; Slade – Mama Weer All Crazee Now (jeweils 3 Wochen)

Die längsten Nummer-eins-Alben
Alben, die die meiste Zeit während eines anderen Jahres auf Platz 1 der Charts verbrachten, werden hier nicht aufgeführt.
1. (Verschiedene Interpreten) – 20 All Time Hits of the 50’s (10 Wochen)
2. (Verschiedene Interpreten) – 20 Dynamic Hits (8 Wochen)
3. (Verschiedene Interpreten) – 20 Fantastic Hits (6 Wochen)

Alle Nummer-eins-Hits und die Hits des Jahres

### Vereinigte Staaten
Die längsten Nummer-eins-Singles
Lieder, die die meiste Zeit während eines anderen Jahres auf Platz 1 der Charts verbrachten, werden hier nicht aufgeführt.
1. Roberta Flack – The First Time Ever I Saw Your Face; Gilbert O’Sullivan – Alone Again (Naturally); Donny Osmond – Puppy Love (jeweils 6 Wochen)
2. Don McLean – American Pie; Nilsson – Without You; Johnny Nash – I Can See Clearly Now (jeweils 4 Wochen)
3. America – A Horse with No Name; Sammy Davis Jr. with The Mike Curb Congregation – The Candy Man; Bill Withers – Lean on Me; Mac Davis – Baby Don’t Get Hooked on Me (jeweils 3 Wochen)

Die längsten Nummer-eins-Alben
Alben, die die meiste Zeit während eines anderen Jahres auf Platz 1 der Charts verbrachten, werden hier nicht aufgeführt.
1. Chicago – Chicago V (9 Wochen)
2. Don McLean – American Pie (7 Wochen)
3. America – America; Roberta Flack – First Take; Elton John – Honky Château (jeweils 5 Wochen)

Alle Nummer-eins-Hits und die Hits des Jahres

### Charts in weiteren Ländern
Siehe auch: Nummer-eins-Hits 1972 in  Australien, Belgien, Deutschland, Finnland, Frankreich, Irland, Italien, Japan, Kanada, Neuseeland, den Niederlanden, Norwegen, Österreich, der Schweiz, Spanien, den Vereinigten Staaten und im Vereinigten Königreich.

## Musikpreise und Ehrungen

### Musikwettbewerbe
Eurovision Song Contest
1. Vicky Leandros: Après toi
2. The New Seekers: Beg, Steal or Borrow
3. Mary Roos: Nur die Liebe läßt uns leben
4. Sandra & Andres: Als het om de liefde gaat
5. Milestones: Falter im Wind

## Gründungen
- 18. April: Das japanische Unternehmen Roland wird gegründet. Es entwickelt sich rasch zu einem der wichtigsten Hersteller von Musikinstrumenten und Effektgeräten.
- ABBA – schwedische Popgruppe
- City – deutsche Musikgruppe
- Ducks Deluxe – britische Band des Pub Rock
- E Street Band – US-amerikanische Rockband, die auch gleichzeitig die Begleitband von Bruce Springsteen ist
- Höhner – Kölner Musikgruppe
- Kayak – niederländische Art-Rock-Band
- Odhecaton, Ensemble für alte Musik, Köln – Musikensemble aus Köln, spezialisiert auf historische Aufführungspraxis
- Polnisches Kammerorchester – Kammerorchester aus Warschau
- Styx – US-amerikanische Rockband aus Chicago
- Subway – deutsche Rock-Band, gegründet als „Muckhole Perkins“
- TK Records – US-amerikanisches Independent-Label mit Sitz in Hialeah
- Triester Partisanenchor Pinko Tomažič – Chor aus Triest mit überwiegend slowenischen Partisanenliedern
- Van Halen – Hard-Rock-Band aus den USA (1972 als „Genesis“, 1972 als „Mammoth“, 1974 als „Van Halen“)
- Verband Bayerischer Sing- und Musikschulen – Fach- und Trägerverband der Sing- und Musikschulen in Bayern

## Neuveröffentlichungen (Auswahl)

### Lieder und Kompositionen
| Lied                            | Text                                                                    | Musik                                                                   | Erstinterpret  | Label                          | Veröffentlichung   | Genre                       | Album                                 | Weitere Informationen                                                                            |
| ------------------------------- | ----------------------------------------------------------------------- | ----------------------------------------------------------------------- | -------------- | ------------------------------ | ------------------ | --------------------------- | ------------------------------------- | ------------------------------------------------------------------------------------------------ |
| An das Kloster klopft es leise  | Traditional                                                             | Traditional                                                             | Freddy Quinn   | Polydor                        | 1972               | Schlager                    | Bitte recht traurig                   |                                                                                                  |
| And You and I                   | Jon Anderson, Bill Bruford, Steve Howe, Chris Squire                    | Jon Anderson, Bill Bruford, Steve Howe, Chris Squire                    | Yes            | Atlantic Records               | 8. September 1972  | Folk-Rock, Progressive Rock | Close to the Edge                     |                                                                                                  |
| Après toi                       | Yves Dessca, Leo Leandros, Klaus Munro                                  | Yves Dessca, Leo Leandros, Klaus Munro                                  | Vicky Leandros | Philips                        | März 1972          | Schlager                    | Après toi                             |                                                                                                  |
| Beautiful Sunday                | Daniel Boone, Rod McQueen                                               | Daniel Boone, Rod McQueen                                               | Daniel Boone   | Penny Farthing Records         | 1972               | Pop, Bubblegum              | Beautiful Sunday                      |                                                                                                  |
| Blau blüht der Enzian           | Adolf von Kleebsattel, Erich Becht, Karl-Heinz Schwab, Ralf Bendix      | Adolf von Kleebsattel, Erich Becht, Karl-Heinz Schwab, Ralf Bendix      | Heino          | EMI Columbia V2                | September 1972     | volkstümlicher Schlager     | Blau blüht der Enzian                 |                                                                                                  |
| Come Follow, Follow Me          | Marsha Karlin                                                           | Fred Karlin                                                             |                | Blackwood Music Inc.           | 1972               | Filmmusik                   |                                       | Lied aus dem Film Wenn die Deiche brechen                                                        |
| Down by the River               | Albert Hammond, Mike Hazlewood                                          | Albert Hammond, Mike Hazlewood                                          | Albert Hammond | Epic Records, Columbia Records | 1972               | Pop, Softrock               | It Never Rains in Southern California |                                                                                                  |
| Gute Nacht, Freunde             | Reinhard Mey                                                            | Reinhard Mey                                                            | Inga und Wolf  |                                | 1972               | Liedermacher                | Mein achtel Lorbeerblatt              | veröffentlicht unter dem Pseudonym Alfons Yondraschek                                            |
| Ich hab’ die Liebe geseh’n      | Ralf Arnie, Dimitri Christodoulou, Mikis Theodorakis, Sandro Tuminelli  | Ralf Arnie, Dimitri Christodoulou, Mikis Theodorakis, Sandro Tuminelli  | Vicky Leandros | Philips                        | 14. Mai 1972       | Schlager                    | Vicky Leandros                        |                                                                                                  |
| Killing Me Softly with His Song | Charles Fox, Norman Gimbel                                              | Charles Fox, Norman Gimbel                                              | Lori Lieberman | Capitol Records                | 1972               | Folk                        | Lori Lieberman                        |                                                                                                  |
| Reverend Nicholas               | Hayes Carter                                                            | Freddy Quinn                                                            | Dave Dudley    | Esperanza                      | 1972               | Schlager                    | Christmas Truck Stop                  | englischsprachige Übersetzung des deutschsprachigen Weihnachtslieds Sankt Niklas war ein Seemann |
| Sankt Niklas war ein Seemann    | Georg Buschor                                                           | Freddy Quinn                                                            | Freddy Quinn   | Polydor                        | 1972               | Schlager                    | Weihnachten mit Freddy                |                                                                                                  |
| Schon so lang                   | Hannes Wader                                                            | Alex Campbell                                                           | Hannes Wader   |                                | 1972               | Liedermacher                | 7 Lieder                              | OT: Been on the Road so Long                                                                     |
| Supper’s Ready                  | Tony Banks, Phil Collins, Peter Gabriel, Steve Hackett, Mike Rutherford | Tony Banks, Phil Collins, Peter Gabriel, Steve Hackett, Mike Rutherford | Genesis        | Charisma Records               | 15. September 1972 | Progressive Rock            | Foxtrot                               |                                                                                                  |
| Wishing Well                    | John Bundrick, Simon Kirke, Paul Kossoff, Paul Rodgers, Tetsu Yamauchi  | John Bundrick, Simon Kirke, Paul Kossoff, Paul Rodgers, Tetsu Yamauchi  | Free           | Island Records                 | 8. Dezember 1972   | Bluesrock Hard Rock         | Heartbreaker                          |                                                                                                  |

### Alben
| Album                                                         | Interpret                     | Label                                                     | Veröffentlichung   | Genre                                  | Weitere Informationen |
| ------------------------------------------------------------- | ----------------------------- | --------------------------------------------------------- | ------------------ | -------------------------------------- | --------------------- |
| 7 Lieder                                                      | Hannes Wader                  | Philips Phonographische Industrie                         | 1972               | Liedermacher                           |                       |
| Alles andere zählt net mehr...                                | Wolfgang Ambros               | Atom Records                                              | Februar 1972       | Pop-Rock                               | Debütalbum            |
| Caravanserai                                                  | Carlos Santana                | Columbia Records                                          | Oktober 1972       | Fusion, Latin Rock                     |                       |
| Chi-Congo                                                     | Art Ensemble of Chicago       | Decca, Carson, Fuel 2000                                  | 1972               | Jazz                                   |                       |
| Demons and Wizards                                            | Uriah Heep                    | Bronze Records, Mercury Records                           | 19. Mai 1972       | Hard Rock                              |                       |
| Eagles                                                        | Eagles                        | Asylum Records                                            | 17. Juni 1972      | Country-Rock                           | Debütalbum            |
| Ein Hauch von Frühling                                        | Manfred Krug                  | Amiga                                                     | 31. März 1972      | Easy Listening, Jazz, Schlager, Soul   |                       |
| Escalator over the Hill                                       | Carla Bley                    | JCOA, Virgin Records (UK), ECM Records                    | 8. März 1972       | Fusion, Avantgarde-Jazz                |                       |
| Exercises                                                     | Nazareth                      | Pegasus Records, Mooncrest Records, Warner Music          | 1. Juli 1972       | Softrock, Folk-Rock, Bluesrock         |                       |
| Exile on Main St                                              | The Rolling Stones            | Rolling Stones Records                                    | 22. Mai 1972       | Rock                                   |                       |
| Harvest                                                       | Neil Young                    | Reprise Records                                           | 1. Februar 1972    | Countryrock, Folkrock                  |                       |
| It Never Rains in Southern California                         | Albert Hammond                | Mums Records (Columbia Records)                           | 21. Oktober 1972   | Softrock                               |                       |
| Jazz Blues Fusion                                             | John Mayall                   | Polygram                                                  | 1972               | Jazz, Blues                            |                       |
| Kaputte Lieder über eine heile Welt                           | Alfred Flury                  | Metronome Records, Musicalino                             | 1972               | Schlager                               |                       |
| Keine Macht für Niemand                                       | Ton Steine Scherben           | David Volksmund Produktion                                | Oktober 1972       | Agitrock                               |                       |
| Let My Children Hear Music                                    | Charles Mingus                | Columbia Records                                          | Februar 1972       | Jazz                                   |                       |
| Live at Slugs’, Vol. I & II                                   | Charles Tolliver & Music Inc. | Strata-East Records bzw. Mack Avenue Records              | 1972               | Jazz                                   |                       |
| Living in the Past                                            | Jethro Tull                   | Chrysalis Records                                         | 23. Juni 1972      | Progressive Rock, Bluesrock            | Kompilation           |
| Machine Head                                                  | Deep Purple                   | Purple Records, Warner Bros.                              | 25. März 1972      | Hard Rock, Bluesrock                   |                       |
| Made in Japan                                                 | Deep Purple                   | Purple Records, Warner Bros.                              | 22. Dezember 1972  | Hard Rock, Progressive Rock, Bluesrock | Livealbum             |
| Manfred Mann’s Earth Band                                     | Manfred Mann’s Earth Band     | Polydor, Philips Records                                  | 24. Januar 1972    | Rock, Progressive Rock                 | Debütalbum            |
| Mardi Gras                                                    | CCR                           | Fantasy Records                                           | 11. April 1972     | Rock                                   |                       |
| Obscured by Clouds                                            | Pink Floyd                    | Harvest, Capitol Records                                  | 3. Juni 1972       | Artrock                                |                       |
| On the Corner                                                 | Miles Davis                   | Columbia Records                                          | 11. Oktober 1972   | Fusion                                 |                       |
| Piledriver                                                    | Status Quo                    | Vertigo Records, A&M Records                              | 15. Dezember 1972  | Hard-Rock                              |                       |
| Return to Forever                                             | Chick Corea                   | ECM Records                                               | September 1972     | Fusion                                 |                       |
| Roxy Music                                                    | Roxy Music                    | Polydor, Island Records                                   | 16. Juni 1972      | Glamrock, Artrock, Progressive Rock    | Debütalbum            |
| School’s Out                                                  | Alice Cooper                  | Warner Bros. Records                                      | 30. Juni 1972      | Hard Rock, Glamrock, Rockoper          |                       |
| Simon and Garfunkel’s Greatest Hits                           | Simon & Garfunkel             | Columbia Records                                          | 14. Juni 1972      | Folk-Rock                              | Kompilation           |
| Skies of America                                              | Ornette Coleman               | Columbia Records                                          | 28. April 1972     | Crossover, Avantgarde-Jazz             |                       |
| Something in Blue                                             | Thelonious Monk               | Black Lion Records                                        | 1972               | Jazz                                   |                       |
| The Grand Wazoo                                               | Frank Zappa                   | Bizarre Records                                           | 27. November 1972  | Jazz, Progressive Rock                 |                       |
| The Magician’s Birthday                                       | Uriah Heep                    | Bronze Records                                            | November 1972      | Hard Rock, Progressive Rock            |                       |
| The Rise and Fall of Ziggy Stardust and the Spiders from Mars | David Bowie                   | RCA Records                                               | 6. Juni 1972       | Glam Rock, Rockoper, Pop-Rock          | Konzeptalbum          |
| The Spiritual                                                 | Art Ensemble of Chicago       | RCA/Freedom                                               | 1972               | Jazz                                   |                       |
| Thick as a Brick                                              | Jethro Tull                   | Chrysalis Records                                         | 3. März 1972       | Progressive Rock                       |                       |
| Trilogy                                                       | Emerson, Lake and Palmer      | Island Records                                            | 6. Juli 1972       | Progressive Rock                       |                       |
| Universe in Blue                                              | Sun Ra                        | El Saturn Records                                         | 1972               | Jazz                                   |                       |
| Vicky Leandros                                                | Vicky Leandros                | Philips Phonographische Industrie                         | April 1972         | Schlager                               |                       |
| Vol. 4                                                        | Black Sabbath                 | Vertigo Records                                           | 25. September 1972 | Heavy Metal, Doom Metal, Hard Rock     |                       |
| Waka/Jawaka                                                   | Frank Zappa                   | Bizarre Records, Reprise Records, Zappa Records, Rykodisc | 5. Juli 1972       | Jazzrock                               |                       |
| Who Came First                                                | Pete Townshend                | Rykodisc                                                  | Oktober 1972       | Rock                                   |                       |

## Geboren

### Januar
- 05. Januar: Sakis Rouvas, griechischer Sänger
- 05. Januar: Sasha, deutscher Popsänger
- 06. Januar: Mina Agossi, französische Singer-Songwriterin
- 06. Januar: Filippo Neviani, italienischer Rockmusiker
- 08. Januar: Burak Aydos, türkischer Pop- und Arabesk-Sänger
- 16. Januar: Thibault Falk, französischer Jazzmusiker
- 17. Januar: Matt Hales, britischer Musiker
- 20. Januar: Oscar Dronjak, schwedischer Metalgitarrist
- 21. Januar: Jesse van Ruller, niederländischer Jazz- und Fusionmusiker
- 24. Januar: Beth Hart, US-amerikanische Sängerin, Rockmusikerin
- 27. Januar: Sergio Armaroli, italienischer Jazz- und Improvisationsmusiker (Vibraphon, Schlagzeug, Komposition) und bildender Künstler
- 27. Januar: Demba Nabé, deutscher Musiker († 2018)

### Februar
- 01. Februar: Siri Gjære, norwegische Jazzmusikerin (Gesang)
- 03. Februar: Samy Daussat, französischer Gitarrist
- 07. Februar: Tanja Feichtmair, österreichische Jazz- und Improvisationsmusikerin
- 09. Februar: Daniela Schächter, italienische Jazzmusikerin
- 11. Februar: Kirill Garrijewitsch Petrenko, russisch-österreichischer Dirigent
- 12. Februar: Markus Steiner, österreichischer Sänger
- 12. Februar: Sophie Zelmani, schwedische Musikerin
- 14. Februar: Rob Thomas, US-amerikanischer Rockmusiker
- 15. Februar: Michelle, deutsche Schlagersängerin
- 17. Februar: Billie Joe Armstrong, US-amerikanischer Musiker
- 17. Februar: Lars-Göran Petrov, schwedischer Metal-Sänger († 2021)
- 20. Februar: Laith Al-Deen, deutscher Popmusiker
- 21. Februar: Krassimir Awramow, bulgarischer Sänger
- 22. Februar: Lorenzo Fioroni, Schweizer Regisseur und Opernregisseur

### März
- 02. März: Roberta Marrero, spanische Künstlerin, Sängerin und Schauspielerin († 2024)
- 05. März: Luca Turilli, Musiker
- 06. März: Shaquille O’Neal, US-amerikanischer Basketballspieler, Schauspieler und Rapper
- 07. März: Katrine Madsen, dänische Jazzsängerin
- 08. März: Jakob Sveistrup, dänischer Sänger, Musiker und Lehrer
- 10. März: Timbaland, US-amerikanischer Hip-Hop- und R’n’B-Musiker, -Produzent und Rapper
- 14. März: Noriko Ueda, japanische Jazzmusikerin
- 15. März: Mark Hoppus, US-amerikanischer Sänger, Bassist und Produzent
- 17. März: Melissa Auf der Maur, kanadische Rockmusikerin und Fotomodell
- 17. März: Defne Samyeli, türkische Schauspielerin, Sängerin und Fernsehmoderatorin
- 20. März: Chilly Gonzales, kanadischer Jazz-Pianist, -Komponist und Entertainer
- 22. März: Florian Scheffler, deutscher Musiker und Trompeter
- 25. März: Mimi Jones, US-amerikanische Jazzmusikerin
- 28. März: Pınar Ayhan, türkische Sängerin
- 28. März: Jörg-Michael Schlegel, deutscher Musiker
- 29. März: Hera Björk, isländische Sängerin

### April
- 08. April: Paul Gray, US-amerikanischer Rockmusiker, Bassist von Slipknot († 2010)
- 09. April: Christos Rafalides, griechischer Jazzmusiker
- 10. April: Sami Yli-Sirniö, finnischer Musiker
- 12. April: Şebnem Ferah, Künstlerin der türkischen Pop- und Rockmusik
- 14. April: Christian Decker, deutscher Musiker
- 14. April: Adam Duce, US-amerikanischer Metalbassist
- 14. April: Mauro Ottolini, italienischer Jazzmusiker (Posaune, Tuba, Komposition)
- 15. April: Viva Seifert, britische Turnerin und Musikerin
- 16. April: Christof Spörk, österreichischer Musiker und Kabarettist
- 20. April: Željko Joksimović, serbischer Popsänger und Komponist
- 20. April: Marko Kon, serbischer Komponist, Drehbuchautor, Arrangeur, Produzent und Sänger
- 20. April: Stephen Marley, jamaikanische Roots Reggae-Musiker
- 21. April: Aymeric Devoldère, französischer Toningenieur
- 21. April: Kitty Hoff, deutsche Sängerin, Musikerin, Komponistin
- 21. April: Severina, kroatische Popsängerin
- 29. April: Anthony Rother, deutscher Electro-Musiker

### Mai
- 02. Mai: Alec Empire, deutscher Musiker
- 04. Mai: Mike Dirnt, US-amerikanischer Musiker, Bassist der Punk-Rock-Band Green Day
- 12. Mai: Harald Haselmayr, österreichischer Musiker und Kommunalpolitiker (ÖVP)
- 13. Mai: Erika Raum, kanadische Geigerin, Musikpädagogin und Komponistin
- 18. Mai: Ingo Pohlmann, deutscher Popmusiker
- 19. Mai: Rohan Anthony Marley, jamaikanischer Musiker
- 20. Mai: Andreas Lundstedt, schwedischer Popsänger und Musicaldarsteller
- 21. Mai: The Notorious B.I.G., US-amerikanischer Rapper († 1997)
- 29. Mai: Simon Jones, britischer Musiker
- 31. Mai: Christian McBride, US-amerikanischer Jazzmusiker

### Juni
- 06. Juni: Cristina Scabbia, italienische Metalsängerin
- 07. Juni: Marc Schmolling, deutscher Komponist und Pianist
- 17. Juni: Shafqat Ali Khan, pakistanischer klassischer Sänger
- 19. Juni: Jean Dujardin, französischer Schauspieler, Sänger und Comedian
- 21. Juni: Dorkas Kiefer, deutsche Schauspielerin und Sängerin
- 22. Juni: Jeroen van der Boom, niederländischer Showmaster und Sänger
- 23. Juni: Karen Asatrian, armenischer Fusion- und Jazzmusiker (Piano, Komposition)
- 25. Juni: Mike Kroeger, kanadischer Rockbassist
- 26. Juni: Alexander Marcus, deutscher Musiker

### Juli
- 01. Juli: Alex Machacek, österreichischer Fusionmusiker
- 04. Juli: Nina Badrić, kroatische Popsängerin
- 05. Juli: Ilja Reijngoud, niederländischer Jazzmusiker
- 06. Juli: Adrian Sieber, Schweizer Popmusiker
- 08. Juli: Petri Keskitalo, finnischer Musiker (Tuba) († 2023)
- 09. Juli: Simon Tong, britischer Musiker
- 10. Juli: Tilo Wolff, deutscher Musiker, Mitglied von Lacrimosa und Snakeskin
- 21. Juli: Paul Brandt, kanadischer Country-Sänger
- 29. Juli: Roger Johansen, norwegischer Jazzmusiker
- 31. Juli: Tami Stronach, US-amerikanische Tänzerin und ehemalige Filmschauspielerin

### August
- 02. August: Justyna Steczkowska, polnische Popmusikerin
- 05. August: J-Ax, italienischer Rapper und Rockmusiker
- 09. August: A-Mei, taiwanische Mandopop-Sängerin
- 10. August: Devon Allman, US-amerikanischer Bluesrock-Musiker
- 11. August: Ka, US-amerikanischer Hip-Hop-Musiker und Produzent († 2024)
- 12. August: Demir Demirkan, türkischer Musiker und Schauspieler
- 17. August: Ty, britischer Rapper und Musikproduzent († 2020)
- 22. August: Paul Doucette, US-amerikanischer Musiker
- 24. August: Xaver Fischer, deutscher Keyboarder und Jazzmusiker
- 27. August: Jimmy Pop, US-amerikanischer Musiker
- 29. August: Amanda Marshall, kanadische Popmusikerin
- 29. August: Nino Pršeš, bosnischer Popsänger und Komponist
- 31. August: Ingibjörg Stefánsdóttir, isländische Sängerin und Schauspielerin

### September
- 05. September: Nuno Guerreiro, portugiesischer Sänger († 2025)
- 05. September: Gilbert Handler, österreichischer Musiker und Komponist
- 06. September: Idris Elba, britischer Schauspieler, Filmproduzent und Musiker
- 06. September: Eugene Hütz, ukrainischer Musiker und Schauspieler
- 10. September: Katarína Hasprová, slowakische Sängerin
- 10. September: Bledar Sejko, albanischer Rockmusiker und Komponist
- 11. September: liquidfive, deutscher EDM-DJ und -Produzent
- 11. September: Miguel Wiels, niederländischer Musiker und Komponist
- 12. September: Gerard Presencer, britischer Jazzmusiker
- 13. September: Morton Lund, dänischer Jazzschlagzeuger
- 18. September: Christian Ehring, deutscher Kabarettist, Autor und Musiker
- 21. September: Liam Gallagher, britischer Sänger (Oasis)
- 21. September: David Silveria, US-amerikanischer Schlagzeuger
- 23. September: Sam Bettens, belgischer Musiker (K’s Choice)
- 27. September: Gwyneth Paltrow, US-amerikanische Schauspielerin, Unternehmerin, Model und Sängerin
- 27. September: Lhasa de Sela, US-amerikanisch-mexikanische Sängerin († 2010)
- 28. September: Kevin MacLeod, US-amerikanischer Musikproduzent
- 00. September: Tarn Willers, britischer Tontechniker

### Oktober
- 02. Oktober: John Daversa, US-amerikanischer Jazzmusiker
- 03. Oktober: Martin Stenmarck, schwedischer Musiker
- 06. Oktober: Anders Iwers, schwedischer Gitarrist und Bassist
- 07. Oktober: Sidney Polak, polnischer Rockmusiker und Schlagzeuger
- 10. Oktober: Stéphane Payen, französischer Jazzmusiker (Saxophon, Komposition, Dirigat)
- 11. Oktober: Isis Gee, US-amerikanische Popsängerin und Songwriterin
- 11. Oktober: Federico Ughi, französischer Jazz- und Improvisationsmusiker
- 15. Oktober: Sandra Kim, belgische Sängerin italienischer Abstammung
- 17. Oktober: Eminem, US-amerikanischer Hip-Hop-Musiker
- 17. Oktober: Tarkan, türkischer Musiker, Songwriter und Produzent
- 25. Oktober: Oliver Maibach, Schweizer Schlagersänger, Rechtsanwalt, Hochschuldozent und Unternehmer

### November
- 02. November: Samantha Womack, britische Schauspielerin. Sängerin und Musicaldarstellerin
- 05. November: Neil Cowley, britischer Jazzmusiker
- 07. November: Nils Wogram, deutscher Jazzmusiker
- 09. November: Corin Tucker, US-amerikanische Sängerin, Songwriterin und Gitarristin
- 10. November: DJ Ashba, US-amerikanischer Musiker und Gitarrist von Guns N’ Roses
- 11. November: Thomas Savy, französischer Holzbläser (Tenorsaxophon, Bassklarinette, Klarinette)
- 14. November: Edyta Górniak, polnische Sängerin
- 21. November: Barbara Ferun, deutsche Schauspielerin und Sängerin
- 23. November: Chris Adler, US-amerikanischer Metalschlagzeuger
- 25. November: Mark Morton, US-amerikanischer Metalgitarrist
- 25. November: Kenny Håkansson, schwedischer Rockmusiker
- 28. November: Lonnie Devantier, dänische Sängerin und Songwriterin
- 28. November: Lei Liang, chinesisch-amerikanischer Komponist, Pianist, Musikwissenschaftler und Musikpädagoge
- 28. November: Jesper Strömblad, schwedischer Gitarrist

### Dezember
- 05. Dezember: Stefano Bollani, italienischer Jazzmusiker
- 07. Dezember: Roman Bichler, deutscher Musikproduzent
- 07. Dezember: Arianna Zukerman, US-amerikanische Sängerin und Musikpädagogin
- 09. Dezember: Tré Cool, US-amerikanischer Rockmusiker, Drummer der US-Punk-Rock-Band Green Day
- 10. Dezember: Brian Molko, britisch-amerikanischer Musiker
- 13. Dezember: Willi Weitzel, deutscher Fernsehmoderator, Reporter und Filmproduzent
- 15. Dezember: Tony Särkkä, schwedischer Metal-Musiker († 2017)
- 15. Dezember: Lars Woldt, deutscher Musiker
- 18. Dezember: DJ Lethal, US-amerikanischer DJ
- 18. Dezember: Eimear Quinn, irische Sängerin
- 18. Dezember: Thomas Siffling, deutscher Jazzmusiker und Musikproduzent
- 20. Dezember: Joey Kelly, irisch-US-amerikanischer Musiker
- 21. Dezember: Erwin Schrott, uruguayisch-spanischer Opernsänger (Bassbariton)
- 22. Dezember: Alex Agnew, belgischer Metalsänger und Kabarettist
- 23. Dezember: Lukas Loules, deutscher Komponist, Texter, Musikproduzent und Sänger
- 27. Dezember: Niclas Engelin, schwedischer Gitarrist

### Genaues Geburtsdatum unbekannt
- Tom Abbs, US-amerikanischer Jazz-Musiker, Filmemacher und Musikmanager
- Christopher Adler, US-amerikanischer Komponist, Pianist und Improvisationsmusiker
- Hana Ajiashvili, georgische und israelische Komponistin
- Mikail Aslan, kurdischer Sänger und Musiker
- Knut Aufermann, deutscher Radiokünstler, Musiker, Komponist und Kurator
- Bianca Bachmann, deutsche Kabarettistin, Musikerin und Schauspielerin
- Lucía Baumgartner, Schweizer Choreografin, Tanzpädagogin, Tanzvermittlerin und Dozentin
- Susanne Brokesch, österreichische Musikerin, Komponistin und DJ
- Céline Carzo, französische Sängerin
- Brian Chikwava, simbabwischer Schriftsteller und Musiker
- Hugh Coltman, britischer Blues- und Jazzmusiker
- Evelyn Fink-Mennel, österreichische Musikerin, Autorin, Kuratorin, Musikethnologin und Pädagogin
- Tinatin Gambashidze, georgische Konzertpianistin
- Felix Gauder, deutscher Musikproduzent
- Raïssa Gbédji, beninische Journalistin, Aktivistin und Sängerin († 2025)
- Lars Heusser, Schweizer Klarinettist, Komponist und Musikpädagoge
- John Hughes, US-amerikanischer Jazz- und Improvisationsmusiker (Kontrabass, Komposition)
- Imaani, britische Sängerin
- Cathy Jordan, irische Folkmusikerin (Gesang, Bodhrán, Bones sowie Gitarre und Bouzuki) und Songwriterin
- Ruslan Khain, russischer Jazzmusiker († 2022)
- Steve Lawson, britischer Musiker
- Joce Mienniel, französischer Jazzmusiker (Flöte, Saxophon, Komposition)
- Lisa Moorish, britische Sängerin und Songwriterin
- Hai-Ye Ni, chinesische Cellistin und Musikpädagogin
- Jazze Pha, US-amerikanischer Rapper und Musikproduzent
- David Puderbaugh, US-amerikanischer Chordirigent, Musikpädagoge und -wissenschaftler
- Adrian Raso, kanadischer Gitarrist und Komponist
- Sébastien Rouland, französischer Dirigent
- Christoph Schnee, deutscher Musiker, Schauspieler und Regisseur
- Fie Schouten, niederländische Klarinettistin und Hochschullehrerin
- Aivaras Stepukonis, litauischer Philosoph und Sänger
- Martin Villiger, Schweizer Komponist und Musikproduzent
- Cristian Vogel, britischer DJ, Komponist und Musikproduzent

### Geboren um 1972
- Harry Tanschek, österreichischer Jazz- und Fusionmusiker (Schlagzeug)
- George Tjong-Ayong, deutscher Jazzmusiker (Saxophon)

## Gestorben

### Januar
- 08. Januar: Paul Nettl, österreichisch-amerikanischer Musikwissenschaftler (* 1889)
- 10. Januar: Sverre Jordan, norwegischer Komponist (* 1889)
- 16. Januar: David Seville, US-amerikanischer Sänger und Songschreiber (* 1919)
- 23. Januar: T. Texas Tyler, US-amerikanischer Sänger (* 1916)
- 24. Januar: Gene Austin, US-amerikanischer Sänger und Songwriter (* 1900)
- 27. Januar: Mahalia Jackson, US-amerikanische Gospelsängerin (* 1911)
- 30. Januar: Karel Boleslav Jirák, tschechischer Komponist (* 1891)

### Februar
- 05. Februar: Link Davis, US-amerikanischer Musiker (* 1914)
- 08. Februar: Markos Vamvakaris, griechischer Sänger, Komponist und Bouzouki-Interpret (* 1905)
- 11. Februar: Rudi Gfaller, österreichischer Komponist und Schauspieler (* 1882)
- 20. Februar: James Bracken, US-amerikanischer Songwriter sowie Mitbegründer von Vee-Jay Records (* 1909)
- 20. Februar: Herbert Menges, englischer Komponist und Dirigent (* 1902)
- 21. Februar: Rudolf Feichtmayer, österreichischer Opernsänger (Bariton) (* 1902)
- 29. Februar: Franz Litschauer, österreichischer Dirigent und Komponist (* 1903)

### März
- 01. März: Victor Babin, russisch-amerikanischer Pianist und Komponist (* 1908)
- 01. März: Marianne Kneisel, US-amerikanische Geigerin und Musikpädagogin (* 1897)
- 02. März: Erna Sack, deutsche Sängerin (Sopran) (* 1898)
- 12. März: Charles Goulet, kanadischer Sänger und Chorleiter (* 1902)
- 14. März: Linda Jones, US-amerikanische Soulsängerin (* 1944)
- 19. März: Sascha Jacobsen, US-amerikanischer Geiger und Musikpädagoge (* 1895)

### April
- 03. April: Ferde Grofé, US-amerikanischer Komponist, Arrangeur und Dirigent (* 1892)
- 04. April: Stefan Wolpe, deutscher Komponist (* 1902)
- 10. April: Helene Wildbrunn, österreichische Opernsängerin (Alt/Sopran) und Gesangspädagogin (* 1882)
- 13. April: Alina de Silva, peruanische Sängerin und Schauspielerin (* 1898)
- 18. April: Gabriel Cusson, kanadischer Komponist und Musikpädagoge (* 1903)
- 20. April: Friedrich Reidinger, österreichischer Musiker, Musikerzieher, Komponist und Hochschullehrer (* 1890)
- 24. April: Rudolf Sang, deutscher Schauspieler, Regisseur und Theaterintendant (* 1900)
- 29. April: Manfred Gurlitt, deutscher Autor und Komponist (* 1890)

### Mai
- 03. Mai: Ernst Robetschek, österreichischer Jurist, Politiker (ÖVP), Landtagsabgeordneter, Amtsführender Stadtrat und Musiker (* 1912)
- 08. Mai: Alberto Spikin-Howard, chilenischer Mediziner, Pianist, Musikpädagoge und Schriftsteller (* 1898)
- 21. Mai: Franz Ledwinka, österreichischer Komponist, Pianist und Musikpädagoge (* 1883)
- 29. Mai: Margaret Ruthven Lang, US-amerikanische Komponistin (* 1867)

### Juni
- 02. Juni: Ulvi Cemal Erkin, türkischer Komponist (* 1906)
- 08. Juni: Jimmy Rushing, US-amerikanischer Blues- und Jazzsänger (* 1903)
- 14. Juni: Germaine Lebel, kanadische Sängerin (* 1894)
- 16. Juni: Pedro Biava Ramponi, kolumbianischer Komponist (* 1902)
- 18. Juni: Johann Jakob Nater der Jüngere, Schweizer Organist und Hochschullehrer (* 1878)
- 21. Juni: Seth Bingham, US-amerikanischer Komponist, Organist und Musikpädagoge (* 1882)
- 22. Juni: Elton Britt, US-amerikanischer Country-Musiker (* 1913)
- 23. Juni: Theo Prokop, österreichischer Sänger, Bühnen- und Filmschauspieler (* 1892)
- 27. Juni: Cédia Brault, kanadische Sängerin (* 1894)
- 29. Juni: Richard Crooks, US-amerikanischer Sänger (* 1900)
- 29. Juni: Boby Lapointe, französischer Sänger (* 1922)

### Juli
- 02. Juli: Felipe Pirela, venezolanischer Sänger (* 1941)
- 03. Juli: Fred McDowell, US-amerikanischer Blues-Musiker (* 1904)
- 10. Juli: Lovie Austin; US-amerikanische Blues und Jazz-Pianistin, Arrangeurin und Komponistin (* 1887)
- 20. Juli: Geeta Dutt, indische Sängerin (* 1930)
- 22. Juli: Hugo Kauder, österreichisch-US-amerikanischer Komponist und Violinist (* 1888)

### August
- 02. August: Rudolph Ganz, Schweizer Komponist, Pianist und Dirigent (* 1877)
- 02. August: Ralph Maria Siegel, deutscher Komponist und Texter (* 1911)
- 13. August: Hans von Benda, deutscher Dirigent, Musikredakteur und Offizier (* 1888)
- 16. August: John Barnes Chance, US-amerikanischer Komponist (* 1932)
- 25. August: Juan Carlos Paz, argentinischer Komponist (* 1897)
- 29. August: Lale Andersen, deutsche Sängerin und Schauspielerin (* 1905)
- 31. August: Andrés Pardo Tovar, kolumbianischer Soziologe, Musikethnologe und Folklorist (* 1911)

### September
- 01. September: May Frances Aufderheide Kaufman, US-amerikanische Ragtimekomponistin (* 1888)
- 23. September: Gerard Boedijn, niederländischer Komponist und Lehrer (* 1893)
- 25. September: Alfred Kalmus, österreichisch-britischer Musikverleger (* 1889)
- 27. September: Rory Storm, britischer Rockmusiker, Sänger (* 1938)

### Oktober
- 13. Oktober: Basil Maine, britischer Musikkritiker, Komponist, Schriftsteller, Erzähler und Priester (* 1894)
- 17. Oktober: Günter Neumann, deutscher Komponist, Autor und Kabarettist (* 1913)
- 23. Oktober: Roger Sacheverell Coke, britischer Komponist und Pianist (* 1912)

### November
- 05. November: Lubor Bárta, tschechischer Komponist (* 1928)
- 16. November: Ulysse Paquin, kanadischer Sänger (* 1885)
- 16. November: Andrei Paschtschenko, russischer Komponist (* 1885)
- 18. November: Segundo Luis Moreno, ecuadorianischer Komponist (* 1882)
- 19. November: Jewhen Adamzewytsch, ukrainischer Bandurist (* 1904)
- 21. November: Karel Hába, tschechischer Komponist (* 1898)
- 23. November: Juan Pulido, spanischer Sänger und Schauspieler (* 1891)
- 28. November: Havergal Brian, englischer Komponist (* 1876)
- 30. November: Hans Erich Apostel, deutsch-österreichischer Komponist und Vertreter der Zweiten Wiener Schule (* 1901)

### Dezember
- 03. Dezember: Rudolf Perak, österreichischer Komponist (* 1891)
- 04. Dezember: Mikalaj Aladau, belarussischer Komponist (* 1890)
- 15. Dezember: Karl-Anton Faßbender, deutscher Geiger und Musikpädagoge (* 1902)
- 15. Dezember: Wolfgang Jacobi, deutscher Komponist und Musikpädagoge jüdischer Herkunft (* 1894)
- 24. Dezember: César Geoffray, französischer Komponist und Chorleiter (* 1901)
- 28. Dezember: Bernard Grün, österreichisch-britischer Komponist, Dirigent und Publizist (* 1901)

### Genaues Todesdatum unbekannt
- Willie „61“ Blackwell, US-amerikanischer Bluesmusiker (* 1905)
- Douglas Cameron, englischer Cellist und Musikpädagoge (* 1902)
- Friedrich Hänssler senior, deutscher Verleger und Komponist (* 1892)
- Wasif Jawhariyyeh, palästinensischer Musiker und Chronist (* 1897)
- Auguste Le Guennant, französischer Organist, Komponist und Musikpädagoge (* 1881)
- Earl Songer, US-amerikanischer Country-Musiker (* 1916)

### Gestorben um 1972
- Willie „61“ Blackwell, US-amerikanischer Country-Blues-Gitarrist, Pianist und Songwriter (* 1905)